# Palosaaren toripuisto
Le parc du marché de Palosaari (finnois : Palosaaren toripuisto) est un parc de Palosaari à Vaasa en Finlande.

## Présentation
Au printemps, la floraison des arbres, des arbustes et des plantes bulbeuses est maximale. 
Une fontaine appelée Merituuli en acier du sculpteur Eero Hiironen, qui a été érigée en l'honneur du 100ème anniversaire du conseil municipal en 1979. 
À proximité de la fontaine se trouve une terrasse en forme d'amphithéâtre construite en pierre. 
Le parc possède également une mosaïque qui est une œuvre d'art communautaire.